# Света Неделя (Сатовча)
Вижте пояснителната страница за други значения на Света Неделя.
„Света Неделя“ е възрожденска църква в неврокопското село Сатовча, България, част от Неврокопската епархия на Българската православна църква. Обявена е за паметник на културата.

## История
Църквата е построена през 1844 година по настояване на местния шивач Стою Дичев, заселил се със семейството си в Сатовча през 1820 г. В 1873 година в църквата е открито първото килийно училище в селото, а в 1893 година – новобългарско светско училище. В 1892 година в църквата за първи път е отбелязан празникът на Св. св. Кирил и Методий.

## Архитектура
В архитектурно отношение представлява едноапсидна трикорабна псевдобазилика. Корабите са разделени с колонада. Таваните са декоративни, апликирани и полихромирани в черно, бяло и червено с изображение на Христос в медальон.

## Иконостас
Иконостасът е таблен, изписан с цокълни табла, царски икони, надиконни табла, лозница, апостолски икони и разпятие. Иконите са от различни зографи и са рисувани през различни години – 1858, 1859, 1869, 1871 г. Иконата „Възнесение Илиево“ е на солунския зограф Димитър Щерев. Иконата е изписана прецизно, лицата са изразителни. Забележителна е рядката икона на Свети Стилиян, както и каменният релеф на двуглав орел. Царските двери са ажурно резбовани с гълаби, грифони и растителни орнаменти. Ажурно резбован е и владишкият трон.

## Стенописи
Стенописите заемат засводените пространства на централния кораб. Те са недопсисани, но съдейки по стила и сравнени с подписаните в църквата „Свети Николай“ в най-близкото християнско село Долен, те са дело на Марко и Теофил Минови.
В олтара са изписани две старозаветни сцени: „Жертвоприношението на Авраам“ на южния свод и „Жертвите на Каин и Авел“ на северния. На полусводовете са изписани старозаветни пророци в големи медальони. На южния в слънцеобразен медальон са цар и пророк Соломон с корона и царска мантия, пророк Елисей, пророк Исая и пророк Варух. В най-западния дял на женската църква е изписан образът на Света Петка, държаща собствената си глава. В пространството между арките са изрисувани в медальони евангелистите Матей и Марк със символите им. На северния полусвод са пророк Моисей и цар Давид с царски корони и друхи, пророк Илия, пророк Езекия. В най-западната част на женската църква, срещу образа на Света Петка е изображението на Света Неделя, също с царски одежди и корона. Между арките са образите на другите двама евангелисти Лука и Йоан. Евангелистите се редуват от медальони с образи на шестокрили серафими, а тези на пророците с медальон, наподобяващ слънцето (Соломон, Исая, Давид и Езекия) и медальон с флорална украса (Елисей, Варух, Моисей и Илия).
Стенописите са с ярък и силно въздействащ колорит. Фигурите изпъкват с наситеност на цветовете.
- Стенописи
- Евангелист Йоан
- Жертва Аврамова
- Пророк Соломон